# Hyaluronidase
Hyaluronidasen sind Enzyme, die Hyaluronan, einen wichtigen Bestandteil der extrazellulären Matrix im Bindegewebe, abbauen. Je nachdem, welche Bindung gespalten wird, handelt es sich um Hydrolasen oder Lyasen. Erstere werden in Tieren, Viren und Bakterien gebildet, letztere nur in Bakterien. Es sind fünf dieser Hydrolasen (auch Chondroitinasen genannt) im Menschen bekannt. Ihre Funktion wird noch erforscht. Mutationen im HYAL1-Gen können zu Mucopolysaccharidose Typ 9 (MPS9) führen. Hyal-PH20 sitzt auf dem Sperma und hilft beim Eindringen in die Schutzhülle um die Eizelle.

## Geschichte
Entdeckt wurden Hyaluronidasen als ein Virulenzfaktor von Bakterien wie Staphylococcus aureus. Durch die Hyaluronidase ist S. aureus in der Lage, ihn umgebendes Bindegewebe aufzulösen, um so tiefer in den Wirt eindringen zu können.
1953 fand Arno Münnich heraus, dass Hyaluronidase Wirkung bei Polyarthritis zeigt. 1955 beschrieb John P. O’Brien eine positive Beeinflussung bei Venenentzündungen.

## Funktion
Bei der katalysierten Reaktion handelt es sich um einen der Verdauung ähnlichen Vorgang, bei der das Bindegewebe durch die enzymatische Wirkung aufgelöst wird.

### Hyal-PH20
Hyaluronidase wird von einem speziellen Bestandteil des Spermiums abgegeben, dem Akrosom, um dann mit anderen Enzymen zusammen die Interzellularsubstanz und Zellkontakte der Zellen der Corona radiata der Eizelle aufzulösen und das Eindringen des Spermiums in die Eizelle zu ermöglichen.

## Verwendung
Die katalysierte Reaktion macht man sich in der Behandlung von Wunden zu Nutze, die zu Kontraktionen oder vorzeitigem Verschluss neigen (bei der so genannten Sekundärheilung). Ein künstlich hergestelltes Enzympräparat wird in die Wunde gebracht und verhindert das Zusammenwachsen des Bindegewebes. Die Hersteller solcher Präparate werben auch für breit gestreute Anwendungen am Bewegungsapparat, der neben den Knochen und Muskeln ja auch aus Bindegewebe besteht.
Bei manchen Medikamenten wie Lokalanästhetika wird es als Hilfsstoff eingesetzt, damit diese leichter ins Gewebe diffundieren können.
Auch die Anwendung bei Sehnenscheidenentzündungen als intravenöse Injektion findet statt.
In der Kosmetischen Medizin kann Hyaluronidase eingesetzt werden, um für kosmetische Zwecke injizierte Hyaluronsäure (Filler) wieder aufzulösen. Das geschieht u. a. nach Fehlbehandlungen und Unverträglichkeitsreaktionen auf Hyaluronsäure.

## Klassifikation
Die hydrolytischen Hyaluronidasen (EC 3.2.1.35) bilden die Familie 56 in der Klassifikation der Glykosidasen nach Henrissat.

## Handelsnamen
Monopräparate
Hylase (D, A)
Kombinationspräparate
Lido-Hyal (CH)

Hyaluronidase-unterstützte subkutane Immunglobuline (D)